# Old Surehand I

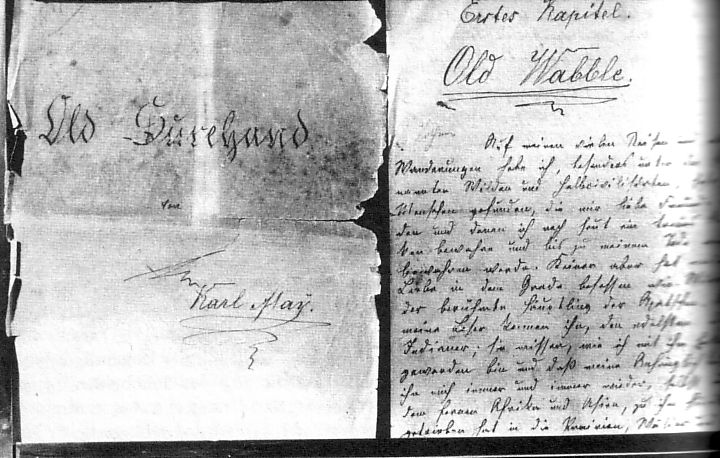
Originalmanuskript

Old Surehand I ist der erste Band der Surehand-Trilogie. Karl May schrieb diesen ersten Teil der Trilogie in der Zeit von Juni bis Dezember 1894 explizit für die Buchausgabe seiner Werke. Er wurde in der Reihe Karl May’s Gesammelte Reiseromane vom Friedrich Ernst Fehsenfeld als Band Nummer 14 erstmals veröffentlicht.
1909 erschien eine illustrierte Ausgabe mit Bildern von Claus Bergen.

## Frühere Fassungen
In das erste Kapitel dieses Bandes flocht May zwei kleinere, bereits veröffentlichte Erzählungen als Binnenerzählungen ein:
- Der erste Elk[2]
- Im Mistake-Cannon[3]

## Inhalt

### Überblick
- Erstes Kapitel: Old Wabble (S. 1–147)
- Zweites Kapitel: In der Oase (S. 148–329)
- Drittes Kapitel: In der Kaktusfalle (S. 329–494)
- Viertes Kapitel: Der „General“ (S. 494–644)

### Handlung
Old Shatterhand, der Ich-Erzähler, ist mit Winnetou verabredet, findet aber am Treffpunkt nur eine Nachricht, die ihn informiert, dass Bloody Fox von Comanchen überfallen werden soll und Winnetou sich bereits auf den Weg in den Llano estacado gemacht hat, um ihn zu warnen. Shatterhand folgt ihm natürlich und trifft auf eine Gruppe von Westmännern, die ihn für ein Greenhorn halten und bei sich aufnehmen. Von Old Wabble erfährt er, dass Old Surehand, ein berühmter Westmann, am Saskuan-kui von Comanchen gefangen genommen worden ist. Dessen Befreiung wird beschlossen und gelingt.
Auch Bob ist Gefangener der Comanchen. Bei dessen Befreiung aus dem Lager der Comanchen im Kaam-kulano trifft Old Shatterhand auf Tibo-wete-elen, eine geisteskranke Indianerin, die mit dem Medizinmann des Stammes verheiratet ist und von ihrem „Wawa Derrick“ spricht.
Old Shatterhand kann den Plan der Comanchen erlauschen. Diese wollen nicht nur die Oase von Bloody Fox überfallen, sondern auch noch einen Soldatentrupp in eine Falle locken. Glücklicherweise treffen nun 300 Apachen ein, die Winnetou benachrichtigt hat. Auch Winnetou und Bloody Fox sind nun selbst zur Stelle. Die Soldaten werden gewarnt und ein Gegenplan aufgestellt.
Alle drei Abteilungen der Comanchen werden – nacheinander – festgesetzt und der Häuptling, Vupa-Umugi, muss sich ergeben.
Der zweite Häuptling, Apanatschka, will sich nicht kampflos ergeben. Ihm wird erlaubt, um sein Leben zu kämpfen, und er wählt Old Surehand als Gegner. Der Kampf geht unentschieden aus, Apanatschka „kapituliert“ und schließt Freundschaft mit Old Shatterhand und Winnetou. Im Gegensatz dazu entsteht ein deutlicher Bruch zwischen Old Wabble und den anderen. Der ehemalige „König der Cowboys“ will sich nicht unterordnen, handelt ständig eigenmächtig, flucht gotteslästerlich und hetzt gegen Indianer und Farbige.
Auf dem Rückweg treffen die Gefährten auf einen General Douglas. Der erzählt, dass sich ein gewisser Dan Etters im Fort Terrel aufhalte. Old Surehand will daraufhin sofort zum Fort aufbrechen, da er mit diesem Etters eine Rechnung offen hat, die er aber nicht erklären will.
Da die Gewehre Winnetous und Old Shatterhands gestohlen werden, können die beiden ihn nicht begleiten. Stattdessen verfolgen sie Old Wabble und den General, auf deren Rechnung dieser Diebstahl geht. Die Schurken werden in Helmers Home gestellt, die Beute wird ihnen abgenommen und Old Wabble muss den General prügeln, was deren Freundschaft abrupt beendet.

## Buchausgaben
- Karl May: Old Surehand (3 Bände). Reprint der ersten Buchausgabe des Verlages von Friedrich Ernst Fehsenfeld, Freiburg i. Br., 1894, 1895 und 1896, herausgegeben mit einem Nachwort von Roland Schmid vom Karl-May-Verlag, Bamberg 1983.
- Nach dem Tode Karl Mays 1912 wurde die dreibändige Erzählung (neu strukturiert) in Karl May’s Gesammelte Werke (Karl-May-Verlag. Bamberg, Radebeul) aufgenommen. Die Bände 14 und 15 enthalten die eigentliche Old Surehand-Erzählung (Band I, 4. Kapitel von Band II und Band III).
- Aktuelle Ausgaben in der Bücherdatenbank.

## Sonstiges
Der Ich-Erzähler, Old Shatterhand, erwähnt seine dreimalige Blindheit und drei Operationen und verweist auch später auf diese Stelle.
Der Band ist als Handschrift erhalten. In der Ausstellung „Karl May – Imaginäre Reisen“ wurde das Manuskript ausgestellt. Der Begleittext vermerkte, dass 34 der Seiten von fremder Hand geschrieben wurden.

## Vertonungen
- Übersicht über alle Vertonungen des Stoffes in der Hörspieldatenbank

## Verfilmungen
Zwar gibt es einen Film mit dem Titel „Old Surehand 1. Teil“, aber die Handlung des Filmes hat keine erkennbare Verbindung zum Ursprungstext.